# Лобачівська сільська рада (Володарський район)
| Лобачівська сільська рада — колишній орган місцевого самоврядування у Володарському районі Київської області з адміністративним центром у с. Лобачів. Історична дата утворення: в 1923 році. Водоймища на території, підпорядкованій даній раді: річка Молочна. Сільській раді були підпорядковані населені пункти: - с. Лобачів - с. Нове Життя |

## Склад ради
Рада складалася з 14 депутатів та голови.

### Керівний склад ради
| ПІБ                        | Основні відомості                                                                     | Дата обрання | Дата звільнення |
| -------------------------- | ------------------------------------------------------------------------------------- | ------------ | --------------- |
| Миколаєнко Віктор Іванович | Сільський голова, 1949 року народження, освіта, член Соціалістичної партії України    | 26.03.2006   | 31.10.2010      |
| Миколаєнко Віктор Іванович | Сільський голова, 1949 року народження, освіта середня загальна, член Партії регіонів | 31.10.2010   |                 |

Примітка: таблиця складена за даними джерела